# Неман (город)
Не́ман (до 1947 года Рагни́т, нем. Ragnit) — город на левом берегу реки Неман (Мемель) в северо-восточной части Калининградской области Российской Федерации, административный центр Неманского района (муниципального округа). Расположен в 12 км от города Советск и в 120 км к северо-востоку от Калининграда на границе с Литвой.

## История

Карта района в 1939 (светло-зелёный цвет) и 2009 году (синий цвет)

Город расположен на месте древней крепости скальвов Раганита. Согласно «Хронике Прусской земли», составленной около 1326 года Петром Дуйсбургским, в 1221 году замок скальвов близ Раганита осаждали южнобалтийские славяне (рутены). 
В 1277 году фогт Самбии Дитрих фон Лиделау организовал военную экспедицию в Скаловию. Собрав несколько десятков орденских братьев и около тысячи кнехтов, фон Лиделау на кораблях начал подниматься вверх по течению реки Мемель. Обнаружив крепость скальвов Раганиту, орденское войско осадило её. Начавшийся штурм был прерван вылазкой скальвов, которые, попав под плотный обстрел лучников, были вынуждены отступить. Повторный штурм крепости увенчался успехом: часть воинов по приставным лестницам взобрались на стены, другие, проломив ворота, ворвались внутрь. Гарнизон крепости перебили, женщин и детей увели в плен. Крепость и предместья сожгли. 
В 1289 год на месте прусской крепости Раганиты ландмейстер Пруссии Майнхард фон Кверфурт построил новую крепость, которой подчинялись замки Тильзита и Лабиау. Строения крепости неоднократно разрушались при войнах. Полностью были разрушены в 1355 году. Окончательно отстроены в современном каменном варианте в 1409 году.

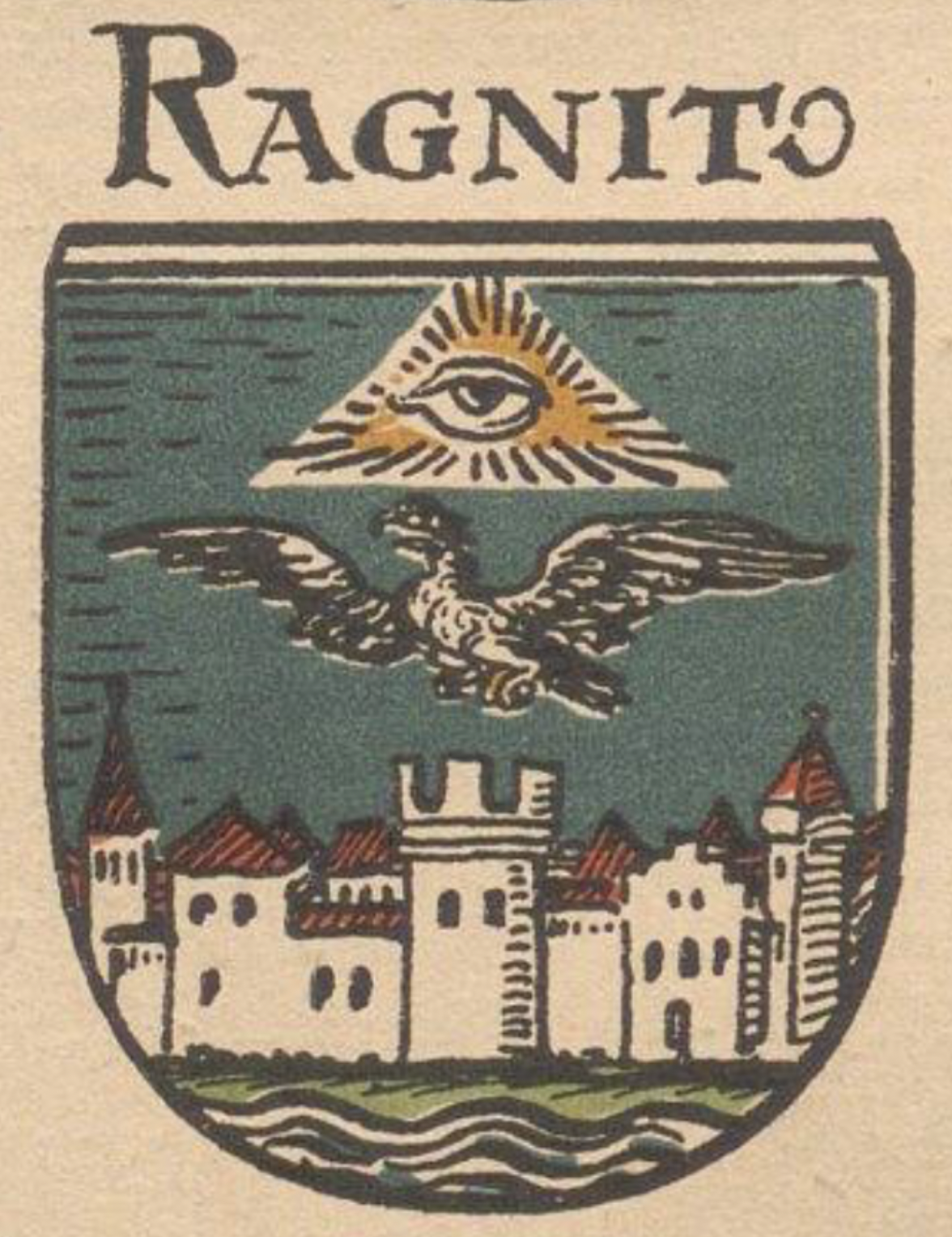
Исторический герб Рагнита

В 1678—1679 годах город и замок Рагнит захватили шведы.

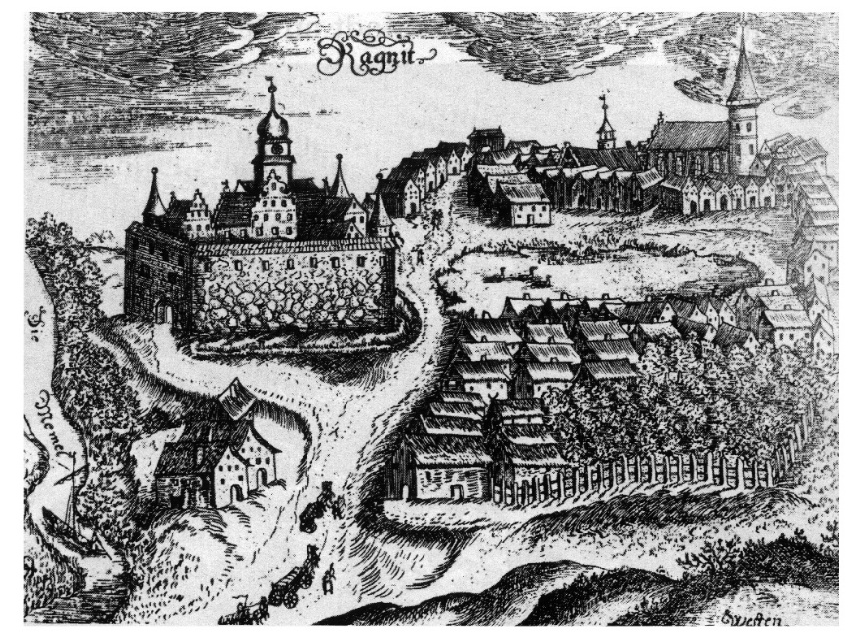
Замок и город Рагнит на гравюре 1684 г.

В 1722 году поселению были дарованы городские права, король Фридрих Вильгельм I для этого лично посетил Рагнит. Во время Семилетней войны в 1757 году в Рагните маршировали русские войска.
Большие пожары были во всем городе и замке во время похода Наполеона на Москву, этот путь проходил через Рагнит. Много веков этот уникальный замок выдерживал все многочисленные войны и стихийные бедствия. В 1815 году Рагнит стал центром края.
После 1945 года замок был практически цел. Часть помещений использовалась под склады, во дворе организовали рынок. Постепенно всё приходило в запустение, замок лишился крыши и стал разрушаться. На сегодняшний день от уникального памятника Средневековья остались лишь руины, верхние ряды кладки интенсивно разрушаются.
В 1894 году был построен вокзал Рагнит на железнодорожной линии Тильзит — Шталлупёнен через Пилькаллен, а в 1913 году введена узкоколейная ж/д линия Рагнит — Инстербург. 29 июня 1909 года создано градообразующее предприятие — акционерное общество «Целлюлозный завод Рагнит».
Во время Первой мировой войны город был занят с 23 августа по 12 сентября 1914 года русскими войсками. До 1945 года город находился в составе Германии — Восточной Пруссии, являясь центром края Тильзит—Рагнит, население которого было в 1939 году 84 723 чел., в том числе, в самом Рагните проживало 10 094 жителя. 
18 января 1945 года 263-я стрелковая Сивашская дивизия полковника К. Г. Черепанова, в составе 1-й Прибалтийского фронта (командующий И. Х. Баграмян) вышла к восточной окраине города Рагнита. Только к вечеру 19 января город был полностью очищен от немецкой пехоты. После войны Рагнит, согласно Потсдамской конференции, был передан Советскому Союзу и в 1947 году был переименован в Неман.
В 1945 году началось восстановление целлюлозно-бумажного комбината. Комбинат выпускал целлюлозу, бумагу и спирт.
В настоящее время территория города Немана включает в себя территорию города Ragnit, а также разрушенного поселения Tussainen (территория действующего городского кладбища, обозначено на карте Восточной Пруссии 1763 года и на более поздних картах, в том числе на карте Пруссии авторства Theodora Philippa 1771 года и Специальной карте Западной части России Шуберта 1826—1840 годов) и посёлка Stepponaten (c 1938 г. - Steffenshof) - нынешние улицы Свердлова/Angerstraße, Кирова/Dangizer Str., Димитрова/Salzburger Str.
До 1992 года в городе и районе было много воинских частей и предприятий, стабильно работал Неманский ЦБЗ, строились квартиры, объекты соцкультбыта, давали много продукции совхозы. В настоящее время промышленность и строительство в упадке.
С 2006 по 2016 год город был центром Неманского городского поселения в составе бывшего муниципального района.

## Население
| 1959    | 1970    | 1979    | 1989    | 1996    | 1998    | 2000    | 2001    | 2002    | 2005    |
| ------- | ------- | ------- | ------- | ------- | ------- | ------- | ------- | ------- | ------- |
| 9459    | ↗11 613 | ↗12 492 | ↗13 821 | ↘13 800 | ↘13 500 | ↘13 000 | ↘12 700 | ↗12 714 | ↘12 400 |
| 2006    | 2007    | 2008    | 2009    | 2010    | 2011    | 2012    | 2013    | 2014    | 2015    |
| ↘12 300 | ↘12 200 | →12 200 | ↘12 120 | ↘11 798 | ↗11 800 | ↘11 677 | ↘11 589 | ↘11 492 | ↘11 346 |
| 2016    | 2017    | 2018    | 2019    | 2020    | 2021    | 2023    |         |         |         |
| ↘11 130 | ↘10 931 | ↘10 867 | ↘10 864 | ↘10 756 | ↘9255   | ↘9216   |         |         |         |

На 1 января 2025 года по численности населения город находился на 944-м месте из 1124 городов Российской Федерации.
Национальный состав
По итогам переписи населения 2020 года проживали следующие национальности (национальности менее 0,1 % и другое, см. в сноске к строке «Другие»):
| Национальность | Численность, чел. | Доля     |
| -------------- | ----------------- | -------- |
| Русские        | 8219              | 88,81 %  |
| Литовцы        | 148               | 1,60 %   |
| Белорусы       | 127               | 1,37 %   |
| Украинцы       | 100               | 1,08 %   |
| Армяне         | 45                | 0,49 %   |
| Немцы          | 36                | 0,39 %   |
| Татары         | 32                | 0,35 %   |
| Чеченцы        | 18                | 0,19 %   |
| Азербайджанцы  | 13                | 0,14 %   |
| Поляки         | 12                | 0,13 %   |
| Другие         | 505               | 5,45 %   |
| Итого          | 9255              | 100,00 % |

## Экономика

Дом дружбы Немана

Площадь у ДК в Немане

Крупнейшим предприятием города некогда являлся Неманский целлюлозно-бумажный комбинат. Число его работников в лучшие годы было более 3 тысяч чел. Предприятие выпускало бумагу, картон, товарную целлюлозу, а также готовые бумажные изделия. Рагнитский ЦБК Zellstoffabrik Ragnit AG, разрушенный во время войны, начали восстанавливать в 1945 году, в 1946-м комбинат выработал первую партию бумаги и стал производить целлюлозу. Он сразу же стал градообразующим предприятием, ЦБК снабжал Неман водой и теплом, открыл школу ФЗО для подготовки специалистов и детский сад. В Немане производили лучшую в СССР бумагу, в 1954 году эта продукция была удостоена медали ВДНХ. Помимо этого, здесь делали подпергамент, картон, кормовые дрожжи и спирт. В постсоветские годы НЦБК акционировался. В 2005 году приехали из Питера инвесторы Битковы, которые получив от властей гарантийные письма, взяли в питерских банках многомиллиардные кредиты, с которыми впоследствии сбежали в Америку. А банки начали ломать всё подряд, чтобы получить хоть рубль от продажи металлолома и битого кирпича. Экономика города практически рухнула после закрытия комбината.
В 2017 году на собственных производственных площадях возобновило работу Неманское предприятие по производству металлоконструкций ООО «МД Тех». Клиенты производства — предприятия Швеции, Дании и Норвегии.
Кроме того, развиты лёгкая и пищевая промышленность, лесопереработка, туризм, сельское хозяйство: АПХ Мираторг создал с нуля растениеводческий дивизион, 6 ферм крупного рогатого скота  с поголовьем свыше 30 тысяч животных.
В Немане 40 улиц и 8 переулков общей протяжённостью 107 км, стадион, 10 кафе и трактиров, четыре банка,две гостиницы — «Неман» и «Дом дружбы».
На территории города расположена грузовая железнодорожная станция «Неман-Новый». Расстояние до ближайшей пассажирской станции 12 км. (в городе Советске).
Хотя по городу протекает судоходная река Неман, портов или пристаней нет. Однако в довоенное время в районе нынешней Набережной улицы/Memelstraße существовала паромная переправа на противоположный берег и там же находилась пристань.
Автобусный маршрут 301 «Советск — Неман» обслуживается ООО «Транс Рента» и ООО «Аркада». Город обслуживают автозаправочные станции «Роснефть» и «Нефтепродукт 39».
В городе имеются пять инвестиционных площадок для размещения предприятий 4-5 классов суммарной площадью около 32 га.

## Балтийская АЭС
Балтийская АЭС с двумя энергоблоками мощностью 1150 МВт каждый, начала строиться в 2010 году в Неманском районе Калининградской области в 15 километрах к юго-востоку от города Неман. Стоимость проекта — около 134,3 млрд рублей. Тип реактора: ВВЭР-1200.
Первоначально был запланирован ввод в эксплуатацию первого энергоблока — в 2016, а второго — в 2018 году. Но в связи с отсутствием потребителей будущей электроэнергии в лице стран ЕвроСоюза, после освоения 50 млрд рублей, строительство в 2013 году было остановлено.
Участники проекта:

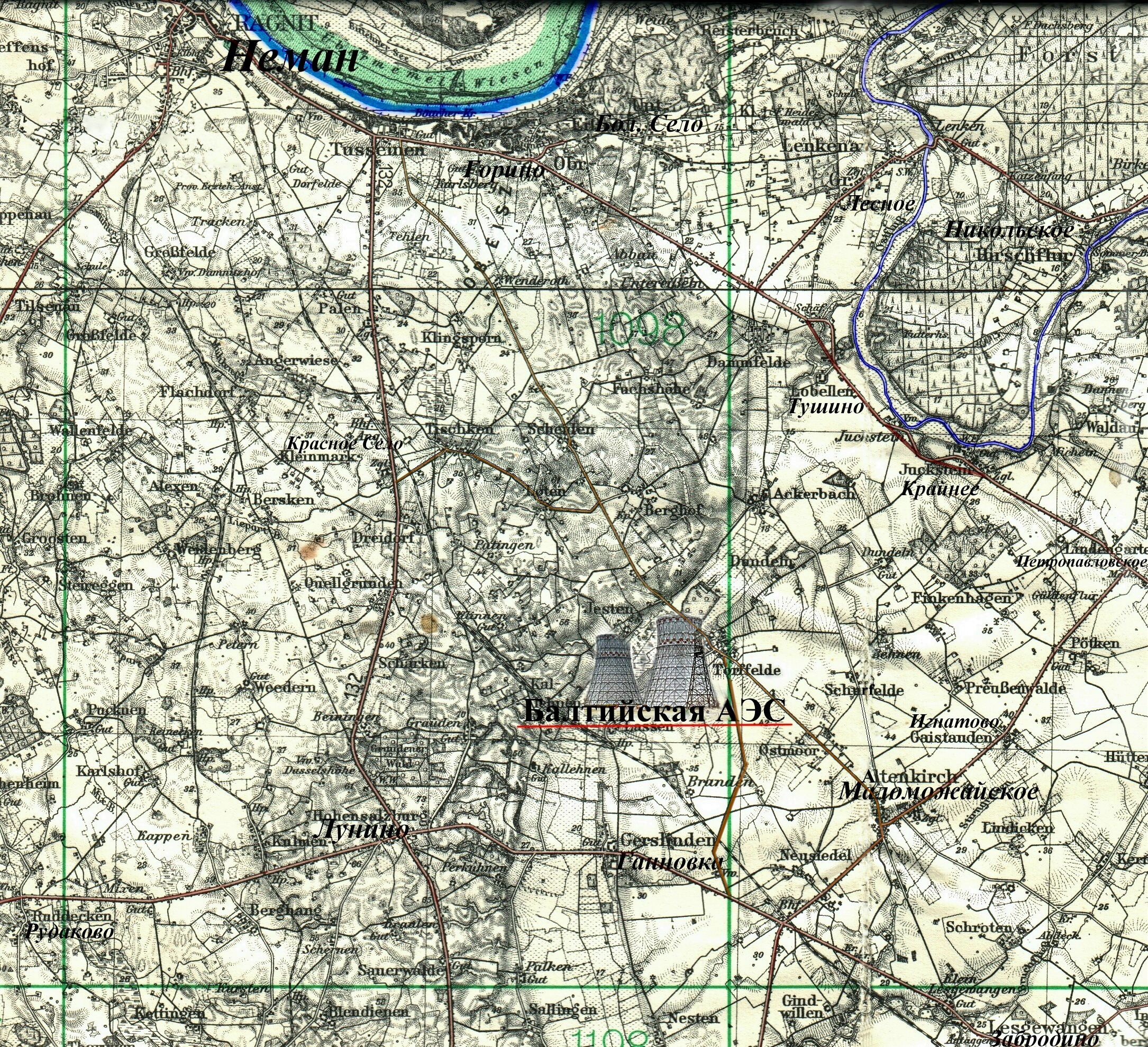
Карта Неманского района с Балтийской АЭС

- Государственная корпорация по атомной энергии «Росатом»
- Генеральный проектировщик: ОАО «Санкт-Петербургский научно-исследовательский и проектно-конструкторский институт „Атомэнергопроект“» (ОАО «СПбАЭП»)
- первоочередные работы: ОАО Северное управление строительства (СУС)
- застройщик: ОАО «Концерн Росэнергоатом»

Концерн «Росэнергоатом» в соответствии с решением совета директоров выступил учредителем и единственным акционером ОАО «Балтийская АЭС», созданного для сооружения станции в Калининградской области. Генеральным директором БАЭС был назначен агроном с соседнего посёлка Юрий Шалимов.
- Генеральный подрядчик: ОАО Нижегородская инжиниринговая компания «АТОМЭНЕРГОПРОЕКТ» (ОАО «НИАЭП»)
- организатор финансирования и сбыта электроэнергии: ОАО «ИНТЕР РАО ЕЭС».

Балтийская АЭС — первый проект сооружения атомной станции на территории России, к которому будет допущен частный инвестор.
15 сентября ООО «РЭНЕРА» – отраслевой интегратор Росатома по накопителям энергии (входит в Топливную компанию Росатома «ТВЭЛ») и правительство Калининградской области подписали соглашение о реализации инвестиционного проекта по размещению на территории региона производства литий-ионных аккумуляторных ячеек и систем накопления энергии.
Технологическим партнёром проекта выступает южнокорейский производитель литий-ионных батарей – компания Enertech International Inc., совладельцем которой ООО «РЭНЕРА» стало в 2021 году (доля российской стороны – 49%). Её наработки послужат основой российского производства, что позволит производить продукцию, соответствующую высоким мировым стандартам.
Проект оценивается в 40 млрд руб. и рассчитан на создание около 2 тыс. рабочих мест. Планируется, что завод может запуститься в 2026 году и выпускать в год аккумуляторов на 3 ГВт*ч.

Дворец культуры Целлюлозно-бумажного комбината.

Военкомат (бывший Магистрат)

## Образование
В Немане работают две средние школы и школа искусств. Школа № 1 образована 29 сентября 1945 года и размещалась в здании по улице Советской, в помещении нынешней школы искусств. С 1946 года до 1970 года школа работала в помещении, где сейчас располагается средняя школа № 2. Школа № 2 начала работать с 1 сентября 1945 года на базе трёх зданий бывшей немецкой школы. В настоящее время имеет 6 корпусов. До 1974 года работала как восьмилетняя, а с 1975 года стала средней.
На базе сельскохозяйственного училища города Немана начало работу Федеральное Государственное бюджетное профессиональное образовательное учреждение «Неманское специальное учебно-воспитательное учреждение для обучающихся с девиантным (общественно опасным) поведением закрытого типа». Отсутствие в городе нормального учебного заведения вызывает отток молодёжи из города по окончании учёбы в школе и не способствует его развитию.

## Инфраструктура
В городе работают ДК, городской музей, «Неманская детская школа искусств», «Дом Детства и Юношества Города Немана».
Центральная районная больница имеет стационар круглосуточного пребывания на 60 коек, дневной стационар на 47 коек, детскую поликлинику, взрослую поликлинику, Жилинскую участковую больницу, 12 фельдшерско-акушерских пунктов.
В городе действует много спортивных секций. Виды спорта, лучше всего развитые в городе — футбол, борьба, бокс, баскетбол, лёгкая атлетика. Футбол представляет команда «Неман», победитель первенств и кубка Калининградской области. Борцы Немана неоднократные победители областных, федеральных и международных соревнований. Городской стадион регулярно принимает участие в футбольных турнирах.
8 апреля 2016 года в городе открылся физкультурно-оздоровительный центр. Строительство Неманского ФОКа обошлось в 98,3 млн рублей и финансировалось из средств ФЦП развития Калининградской области. Комплекс включает в себя спортивную зону - универсальный зал с единовременной пропускной способностью 48 человек в смену. Вместимость трибун для зрителей составляет почти 250 человек.

## Религия
Русская православная церковь
- Храм Новомучеников и исповедников Церкви Русской
- Храм Пантелеимона Целителя
- Часовня иконы Божией Матери «Державная»

РПЦЗ 
Община располагается в кирхе, где ранее служил литовский первопечатник и создатель литовского алфавита - Мартинас Мажвидас.

## Достопримечательности
Кирха в Рагните 
Кирха построена в 1517 году в готическом стиле, окна выполнены со стрельчатыми арками. Башня кирхи была из неполированного камня, что было типично для 16 века и со всех четырёх сторон были часы-куранты.
Во времена Реформации кирха стала евангелической. В 1545 году прусский герцог Альбрехт пастором этой кирхи назначил Мартинаса Мажвидаса, который к этому времени уже стал автором первой литовской книги «Катехизис», опубликованной в Кёнигсберге. В 1554 году М. Мажвидасу были определены более высокие обязанности — он стал суперинтендантом Рагнитского уезда, то есть наместником епископа. Как образованного человека, с философским складом ума, знавшего, кроме родного языка, ещё латынь, польский и немецкий, его ценили местные власти и приглашали переводить различные документы. В 1559 году в Рагните Мажвидас написал ещё одну книгу на литовском языке «Форма крикстима» (об обрядах крещения). Однако самым значительным произведением М. Мажвидаса, работу над которым он не прерывал до конца жизни, является сборник литовских духовных песнопений «Христианские песни». Печально, что он не успел сам издать свой труд. Он умер в Рагните 21 мая 1563 года в 45-летнем возрасте. По обычаям того времени он был похоронен в своей кирхе. 
В 1757 году (в начале Семилетней войны) кирха была сожжена русскими солдатами, но уже в 1771 году она была заново отстроена. Церковный орган изготовил в 1896 году Уильям Зауэр. Этому знаменитому мастеру было 65 лет, он уже успел к тому времени изготовить и наладить десятки органов в Европе и Америке. У рагнитского органа был электрический вентилятор, нагнетающий воздух в виндлады (специальные «воздушные» ящики в которых находятся клапаны, открывающие при нажатии клавиши доступ воздуха в соответствующую трубу), два устройства, сгруппированные определённым образом, клавишный стол, педали и больше тысячи звучащих труб различной величины. Каждая органная труба издавала только один звук, определённого тембра и громкости, в зависимости от длины трубы, чем меньше труба, тем выше звук. В этом органе было 60 регистров. Акустика кирхи была почти идеальной, что было общепризнанно. Профессор музыки из ФРГ, уроженец Рагнита Ханс-Георг Ушкорайт, впервые приобщился к органной музыке в 12 лет, именно на этом органе в 1938 году. Он постоянно надеялся найти следы этого органа, пропавшего после войны, обещая за эти сведения большое вознаграждение. Неманский «Дом дружбы» делал десятки запросов во всевозможные архивы, но безрезультатно.
 Орденский замок крепости Рагнит 
- Рыцарские доспехи Рагнитского замка, подарены в 2002 году краеведческому музею пос. Ульяново знаменитым учёным археологом, доктором Г.Шеррайком, через главу Неманского района С.Леденева.
- Музей города Немана (улица Советская, 23)
- Храм Новомучеников и Исповедников Российских и храм вмч. Пантелеимона , официальный сайт: http://templeneman.ru/
- Крестильная купель немецкой кирхи Гросс Ленкенау
- Северная башня Бисмарка.
- Даубас литовская Швейцария на берегу реки Неман
- Усадьба Альтхоф Рагнит (Althoff Ragnit). Современное состояние
- Хартмут-люк
- В городе имелась община РПЦЗ.
- Кладбища в Рагните

 Памятник воинам Первой Мировой войны 
- Памятник воинам I мировой войны был установлен в 1924 году на пожертвования жителей города Рагнит около кирхи после окончания войны в честь всех воинов, павших в этой бессмысленной бойне. Автор памятника[32]- знаменитый скульптор Герман Брахерт.

В конце 1990 года инициативная группа, в которую входили Ю. Заступневич, С. Калашников, В. Ибатуллин, Н. Мосин, Л. Бауэр, С. Липский, А. Тихомиров, провела большую работу, чтобы этот памятник, извлечённый ими из земли, вновь был восстановлен.
Председатель депутатской группы Неманского райсовета Р. Франгулян добился разрешения на его установку в мемориальном сквере рядом с памятником воинам Великой Отечественной войны. Скульптор-реставратор Ю. Пузанков восстановил барельеф и надпись на памятнике, а специалисты НЦБК сделали из нержавеющей стали плиту с русским текстом:
«Мужской силы полны плоды,  На древе жизни созрев,
Пали мы в шторме борьбы,  Напрасен был этот посев?»
Параллельно другая инициативная группа под руководством председателя общества дружбы «Неман-Плён» Рафаэля Франгуляна сделала постамент памятника и дорожки из бетонных плит вокруг него. Большую работу проделали архитектор города Неман В. И. Дойников и председатель общества охраны памятников Т. А. Ягельская по выбору места, экспертизе проекта и подготовке всех документов.
И вот 18 апреля 1991 года в Международный день памятников состоялась установка этой скульптурной композиции на постамент.
Этот памятник стал не только достопримечательностью города, но и помог ещё больше сблизить бывших и нынешних жителей Немана-Рагнита. Много лет почётная гражданка города Неман Лизелотте Юккель финансировала и контролировала все работы по уборке и благоустройству территории у мемориала.

Кирха в Рагните
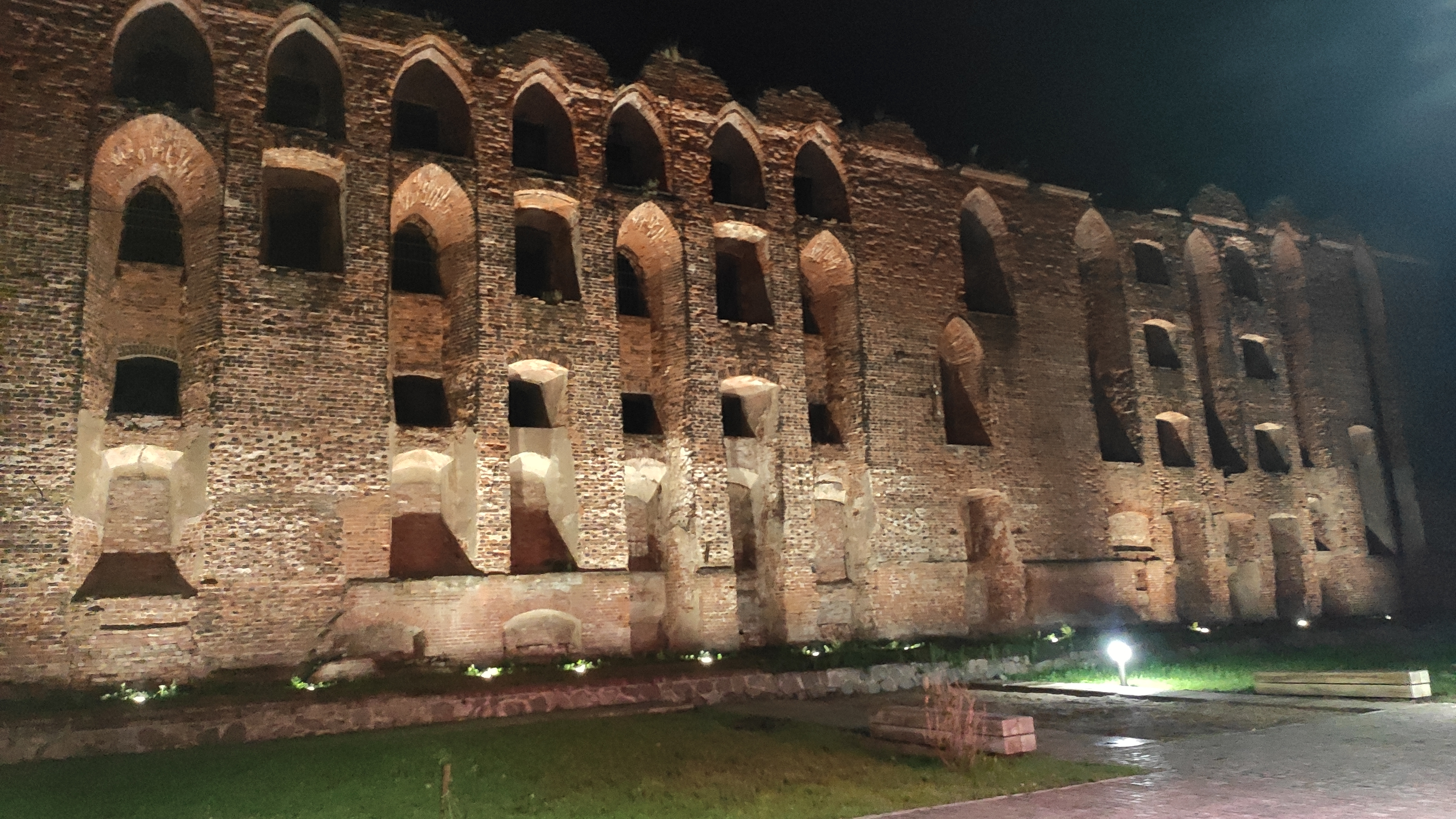
Руины замка
Памятник погибшим в Первой Мировой войне.
Памятник погибшим в Первой Мировой войне в Немане.

 Памятник погибшим Второй Мировой войны 
Находится рядом с бывшим спортзалом Немана. Это Братская могила советских воинов и скульптура солдата.
Памятник был установлен в 1948 году. В братской могиле захоронено более 90 советских военнослужащих, погибших в ходе Второй мировой войны.
 Уничтоженные достопримечательности в советский и постсоветский периоды 
- Памятник Сталину (располагался в сквере близ бывшего кинотеатра «Победа»). Памятник простоял с 1951 по 1961 год. Именно в эти годы Неман пережил период массового разрушения зданий и дорог, полученные таким образом кирпичи и брусчатка вывозились в другие регионы Советского Союза. Был демонтирован за одну ночь. После демонтажа памятника город стал возрождаться: стали строить новые дома, предприятия, школы.
- В 1976 году во время съёмок фильма «Двадцать дней без войны» специалистами «Ленфильма» под руководством режиссёра Алексея Германа были произведены варварские, ничем не оправданные взрывы в Рагнитском орденском замке, что способствовало в дальнейшем его разрушению. Взрыв занял в фильме 9 секунд. Безвозвратно утеряна одна из внутренних стен замка длиной 30, высотой 10 метров и толщиной до 2 метров.
- Вторая волна разрушений прошла с 1994 по 2004 годы. Были разрушены десятки зданий и сооружений, многие из которых представляли уникальную архитектурную ценность (например, Дом бургомистра на ул. Черняховского/Yorckstraße напротив школы № 1)
- Профессиональная высшая школа (Aufbauschule in Ragnit). Площадь помещений 4758 м². Построена по проекту архитектора Ульриха Шнайдера (Sprötze-Architekt Ulrich Schneider) в конце 19 века в уютном парке по Семинар-штрассе. В ней обучалось различным профессиям 1200 студентов. После 1945 года в этих зданиях было расположено управление и часть подразделений войсковой части 25006 (зенитно-ракетная бригада Рижского корпуса ПВО), где проходили службу десятки офицеров. Бригада была расформирована в 1993 году, после чего здания были брошены и разграблены. В 1995 году на данной территории снимался фильм «Я — русский солдат». После здание высшей школы было передано РПЦ МП и, в дальнейшем, разобрано на кирпичи до основания. В настоящее время практически неразличим даже фундамент здания.
- В северной части города на высоком берегу Немана находилось городище-убежище племени скаловов (нем. Paskalwen). Площадка городища овальной формы имеет размеры 106×90 м. Городище расположено на холме высотой 14 м от подошвы. Культурный слой мощностью 0,46 м носит следы пожара. Городище отмечено в списке Г. Кроме в 1940 году и обследовано В. И. Кулаковым в 1978 году. В настоящее время используется как источник песчано-гравийного материала.
- В 2013 году было разобрано здание, известное как «мельница Крайде» (время постройки 1908—1918 годов) и располагавшееся в месте пересечения ручья и дамбы городского озера, построенной до 1404 года. Работы проводились при софинансировании Правительства Калининградской области.
- В 2006 году сожжена камышовая крыша уникального здания, внесённого в реестр памятников истории и культуры под названием «Кирхи меннонитов», это немецкое здание стало называться так только в постсоветское время. А при немцах это был Parteiburg «Дом НСДАП»  и был построен гитлеровцами с 1933 по 1939 годы. По некоторым сведениям в его подвалах пытали антифашиста Эрнста Тельмана, который некоторое время сидел в Восточно-Прусской тюрьме (с 1825 по 1945 годы Рагнитский орденский замок был Восточно-Прусской тюрьмой). Уроженец Рагнита немецкий композитор профессор Ханс-Георг Ушкорайт ещё в 90-е годы, когда это здание было в идеальном состоянии, просил снести его с лица земли, как бывшее осиное гнездо фашистов, обещая на свои деньги в подарок городу построить на этом месте спорткомплекс для детей.
- В 2014 году был произведён поджог усадьбы барона фон Мака в Альтхоф-Рагните. Имение барона фон Мак — это дворянская усадьба, построенная в 1860 году в стиле барокко. Во владении дворянской семьи фон Мак находились обширные земли и более чем 1,5 тысячи лошадей тракенинской породы. Их конные заводы находились в Нойхофе-Рагнит и Альтхофе-Рагнит. Усадьба фон Мак имела высокую колокольню. В усадьбе проводились ежегодные восточно-прусские дворянские собрания. Вокруг сооружения был создан большой цветущий парк с деревьями, которые завозились сюда со всех континентов. Комплекс зданий усадьбы разрушается.

## Уроженцы

Лизелотте Юккель

Хартмут Фрайтаг

- Мажвидас, Мартинас (Martynas Mažvydas, род. 1510) — первопечатник в 1547 году первой литовской книги (Katekizmas), похоронен в Рагните 21 мая 1563 года.
- Христиан Оттер (1598—1660) — математик и архитектор.
- Иохан Фридрих Райфенштайн (Johann Friedrich Reiffenstein) (1719—1793) — художник и писатель.
- Юлиус Бахер (Julius Bacher) (1810—1889) — писатель.
- Генри Зеттегаст (Henry Settegast) (1853—1901) — учёный-растениевод.
- Густав Лаукант (Gustav Laukant) (1869—1938) — крупный политик-социалист.
- Бодки, Эрвин (1896—1958) — известный американский клавесинист и музыковед.
- Иоханна Амброзиус (Johanna Ambrosius) (1854—1939) — народная немецкая поэтесса, автор первой «песни Восточной Пруссии» (Das Ostpreussenlied)
- Ва́льтер Бру́но Хе́ннинг (нем. Walter Bruno Henning; 26 августа 1908, Рагнит — 8 января 1967, Беркли, Калифорния) — учёный (филолог и лингвист)
- Лизелотте Юккель (Lieselotte Juckel) (1919—2007) — политическая и общественная деятельница, организатор многочисленных российско-германских культурных и гуманитарных проектов, почётная гражданка города Неман.
- Хартмут Фрайтаг (Hartmut Freitag) (р. 29.11.1941) — знаменитый рок-музыкант, барабанщик.
- Фрея Штефан-Кюн (Freya Stephan-Kühn) (1943—2001) — писательница.

## Города-побратимы
- Оструда, Польша
- Прец, район Плён, Германия
- Лида, Беларусь